# Orden de la República Islámica de Irán
La Orden de la República Islámica de Irán (en persa: نشان جمهوری اسلامی ایران‎ o Nishan-e Yomhūrī-e Eslāmī-e Īrān) es la más alta condecoración de Irán en la actualidad. Es entregada por el presidente de la República Islámica de Irán a las más altas autoridades extranjeras, que se hayan distinguido en favor de Irán. 
Hasta la fecha, tan solo se conocen 3 condecorados con la misma, y son el presidente Hugo Chávez de Venezuela, el presidente Bashar al-Asad de Siria y David Nieves Velásquez Caraballo (embajador de Venezuela en Irán desde 2009 hasta 2012). 
El diseño de la pieza consiste en el Emblema nacional iraní, rodeado por tres estrellas de doce puntas que, desde la tercera y mayor, se sujetan doce óvalos azul turquesa con un óvalo más pequeño en el centro de color morado. Entre los mismos, estructurados en una estrella de doce puntas, los acabados en forma de concha. En el reverso, de metal pulido, hay una inscripción, que por el momento es desconocida (ver enlaces). 
Puede considerarse a la Orden de la República Islámica de Irán como heredera directa, tanto en grado como en diseño de la Orden de Pahlaví, concedida hasta 1979 por la Dinastía Pahlaví y considerada a día de hoy como orden dinástica.